# Sufrágio feminino na Nova Zelândia

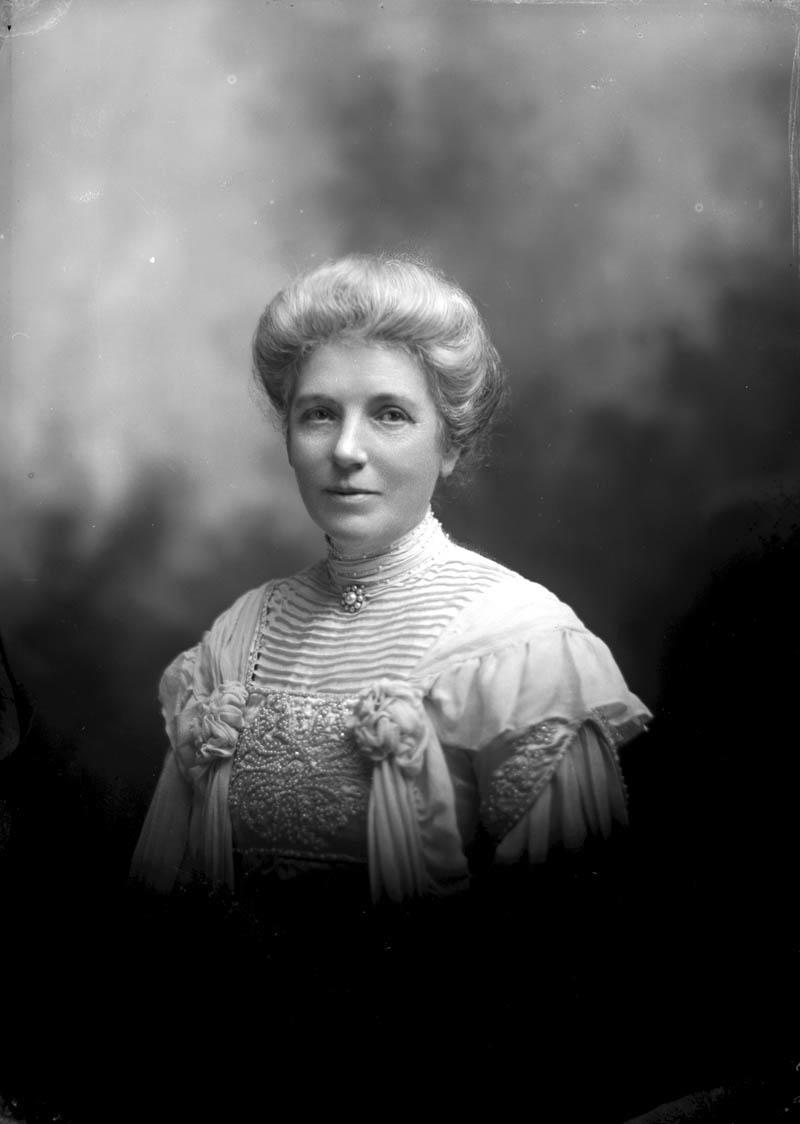
Kate Sheppard foi o membro de maior destaque no movimento sufragista feminino da Nova Zelândia.

O sufrágio feminino na Nova Zelândia foi uma questão política importante no final do século XIX. No início da Nova Zelândia colonial, como nas sociedades europeias, as mulheres eram excluídas de qualquer envolvimento na política. A opinião pública começou a mudar na segunda metade do século XIX e depois de anos de esforços por militantes do sufrágio feminino, liderados por Kate Sheppard, a Nova Zelândia se tornou a primeira nação do mundo em que todas as mulheres passaram a ter o direito de votar nas eleições parlamentares.
O projeto de lei eleitoral que concede às mulheres o direito ao voto recebeu o consentimento real do governador Lord Glasgow em 19 de setembro de 1893. As mulheres votaram pela primeira vez na eleição realizada em 28 de novembro de 1893 (as eleições para os eleitorados maori foram realizadas em 20 de dezembro). Também em 1893, Elizabeth Yates tornou-se prefeita de Onehunga, a primeira vez que tal cargo foi ocupado por uma mulher em qualquer parte do Império Britânico.
No século XXI, há mais eleitores de sexo feminino do que masculino, e as mulheres também votam em uma taxa mais elevada do que os homens. No entanto, uma porcentagem maior de mulheres não votantes do que homens percebe uma barreira que as impede de votar.

## Campanha inicial
Na sociedade polinésia e na aristocracia europeia, as mulheres podiam alcançar uma posição política formal significativa por meio da ancestralidade. No entanto, a sociedade polinésia e, por extensão, a Maori diferiam em permitir que mulheres importantes tivessem influência direta significativa. Isso foi limitado pela impossibilidade das mulheres de falar em algumas reuniões em maraes (locais para propósitos religiosos e sociais de sociedades pré-cristãs). Como resultado, alguns historiadores veem o colonialismo como um retrocesso temporário para os direitos das mulheres na Nova Zelândia.
O movimento sufragista da Nova Zelândia começou no final do século XIX, inspirado por grupos semelhantes no Império Britânico e nos Estados Unidos. O direito ao voto foi amplamente procurado como uma forma de melhorar a moralidade social e, por extensão, melhorar a segurança e a qualidade de vida das mulheres. Portanto, as campanhas de sufrágio foram entrelaçadas com o movimento de proibição do álcool. Este foi o foco de alguma resistência, com o movimento sendo frequentemente retratado como puritano e draconiano na imprensa local. Isso também levou políticos que apoiavam a indústria do álcool a se oporem ao sufrágio feminino, como o membro do parlamento de South Dunedin, Henry Fish.
Em 1869, sob um pseudônimo, Mary Ann Müller escreveu um apelo aos homens da Nova Zelândia, o primeiro panfleto sobre a questão do sufrágio feminino a ser publicado na Nova Zelândia. Na década de 1870, Mary Ann Colclough (Polly Plum) foi uma defensora ativa dos direitos das mulheres em geral e do sufrágio feminino. John Larkins Cheese Richardson era um grande defensor da igualdade das mulheres, ele foi responsável por permitir que as mulheres se matriculassem na Universidade de Otago em 1871 e ajudou a remover outras barreiras à sua entrada. Alguns políticos, incluindo John Hall, Robert Stout, Julius Vogel, William Fox e John Ballance, também apoiaram o sufrágio feminino e em 1878, 1879 e 1887 projetos de lei que estendiam o voto às mulheres foram derrotados por pouco no Parlamento.

## Campanha de sucesso

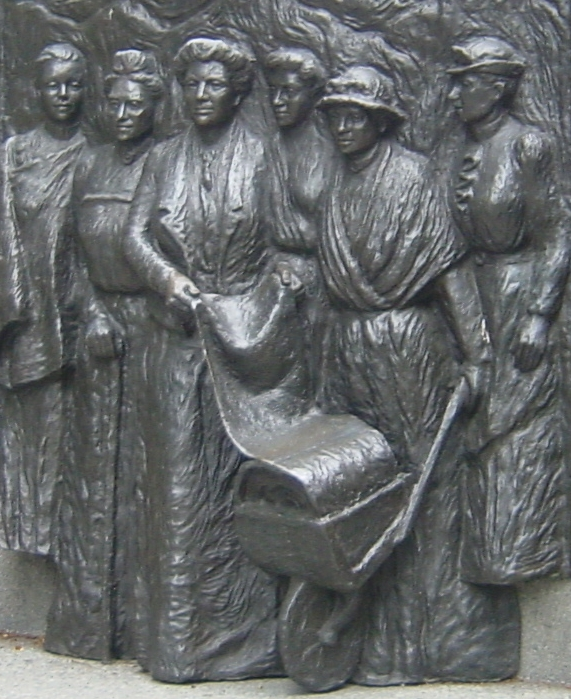
Baixo-relevo de sufragistas no Kate Sheppard National Memorial, Christchurch. As figuras mostradas da esquerda para a direita são Meri Te Tai Mangakāhia, Amey Daldy, Kate Sheppard, Ada Wells, Harriet Morison e Helen Nicol.

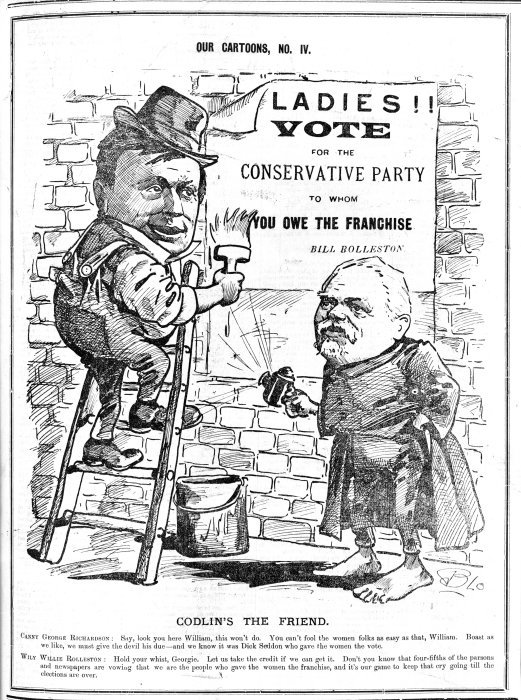
Um cartaz de 1893 retratando William Rolleston persuadindo as mulheres a votarem no Partido Conservador, a quem "deviam o direito"

O sufrágio feminino foi concedido após cerca de duas décadas de campanha em toda a Nova Zelândia, por mulheres como Kate Sheppard e Mary Ann Müller. A filial da Nova Zelândia da União Cristã das Mulheres pela Temperança (WCTU), liderada por Anne Ward, foi particularmente útil na campanha. Influenciado pelo ramo americano do Movimento Cristão das Mulheres pela Temperança e pela filosofia de pensadores como Harriet Taylor Mill e John Stuart Mill, o movimento argumentou que as mulheres podiam trazer moralidade para a política democrática. Os oponentes argumentaram, em vez disso, que a política estava fora da 'esfera natural' das mulheres no lar e na família. Os defensores do sufrágio contestaram que permitir que as mulheres votem incentivaria políticas que protegem e nutrem as famílias.
Os militantes e sufragistas da WCTU organizaram e entregaram uma série de petições ao Parlamento: mais de 9 mil assinaturas foram entregues em 1891, seguidas por uma petição de quase 20 mil assinaturas em 1892 e, finalmente, em 1893, quase 32 mil assinaturas foram apresentadas – quase um quarto da população europeia feminina adulta da Nova Zelândia.
A partir de 1887, várias tentativas foram feitas para aprovar projetos de lei que permitiam o sufrágio feminino, o primeiro dos quais foi de autoria de Julius Vogel, o 8º premier da Nova Zelândia. Cada projeto esteve perto de ser aprovado. Vários projetos de lei eleitoral que dariam às mulheres adultas o direito de voto foram aprovados na Câmara dos Representantes, mas derrotados no Conselho Legislativo superior.
Em 1891, Walter Carncross propôs uma emenda com o objetivo de fazer um novo projeto de lei falhar no Conselho Legislativo. Sua emenda era para que as mulheres se tornassem elegíveis para serem votadas na Câmara dos Representantes e, dessa forma, Carncross garantiu que a conservadora Câmara Alta rejeitasse o projeto. Essa tática enfureceu a sufragista Catherine Fulton, que organizou um protesto nas eleições de 1893. Uma lei eleitoral de 1892, apresentada por John Ballance, previa a emancipação de todas as mulheres, mas a controvérsia sobre uma emenda impraticável ao voto postal causou seu abandono.  
Em 1893, havia um apoio popular considerável ao sufrágio feminino. A Petição pelo Sufrágio Feminino de 1893 foi apresentada ao Parlamento e um novo projeto de lei eleitoral foi aprovado na Câmara Baixa por grande maioria. Durante o debate, houve o apoio da maioria para a emancipação das mulheres maori e também das mulheres pākehā; a inclusão de mulheres maori foi defendida por John Shera, que era casado com uma mulher de ascendência europeia e māori. Lobistas da indústria de bebidas alcoólicas, preocupados que as mulheres forçassem a proibição do álcool, solicitaram à Câmara Alta que rejeitasse o projeto. Sufragistas responderam com manifestações em massa e telegramas aos membros do Parlamento. Elas deram aos seus apoiadores no Parlamento camélias brancas para usarem nas casas de botão. A Câmara Alta estava dividida sobre a questão, e o premier Richard Seddon esperava impedir o projeto de lei.
Seddon precisava de mais um voto para derrotar a medida na Câmara Alta. Um novo conselheiro do Partido Liberal, Thomas Kelly, decidiu votar a favor da medida, mas Seddon obteve seu consentimento para mudar seu voto. A manipulação de Seddon enfureceu dois outros vereadores William Hunter Reynolds e Edward Cephas John Stevens, então eles mudaram de lado e votaram a favor do projeto, permitindo que fosse aprovado por 20 votos a 18 em 8 de setembro de 1893. As duas vereadoras da oposição se opuseram ao sufrágio feminino sem a salvaguarda de 'direitos eleitorais' do voto por correspondência, visto como necessário para permitir que todas as mulheres em áreas rurais isoladas votassem, embora visto pelos liberais como uma forma de tornar o voto aberto à manipulação por maridos ou empregadores.
Dezoito vereadores legislativos solicitaram ao novo governador, Lord Glasgow, que negasse seu consentimento na promulgação da lei, mas em 19 de setembro de 1893 o governador consentiu e o Ato Eleitoral de 1893 deu a todas as mulheres na Nova Zelândia o direito de voto.
Tanto o governo liberal quanto a oposição subsequentemente reivindicaram o crédito pela emancipação das mulheres e buscaram os votos recém conquistados pelas mulheres com base nisso.

## Avanços nos direitos das mulheres
Em 1893, Elizabeth Yates se tornou a primeira mulher no Império Britânico a se tornar prefeita, embora tenha ocupado o cargo em Onehunga, uma cidade que agora faz parte de Auckland, por apenas cerca de um ano. Em 1926, Margaret Magill, professora lésbica e administradora escolar, foi eleita para servir no Conselho Executivo do Instituto Educacional da Nova Zelândia (NZEI). Ela se tornou presidente da organização em 1933, e sua eleição para esse cargo marcou a primeira vez em que o mesmo foi ocupado por uma mulher.
As mulheres não eram elegíveis para serem eleitas para a Câmara dos Representantes até 1919, quando três mulheres concorreram: Rosetta Baume (em Parnell para o Partido Liberal), Ellen Melville (em Grey Lynn para o Partido Reformista) e Sra. Aileen Garmson (Cooke) (em Thames, como uma "Liberal Independente"). Nenhuma delas foi eleita.
Elizabeth McCombs foi a primeira mulher a ganhar uma eleição (para a cadeira de Lyttelton ocupada por seu falecido marido, via sucessão de viúva) em 1933 . Ela foi seguida por Catherine Stewart (1938), Mary Dreaver (1941), Mary Grigg (1942), Mabel Howard (1943) e Hilda Ross (1945). Grigg e Ross representavam o Partido Nacional, enquanto McCombs, Stewart, Dreaver e Howard eram todos do Partido Trabalhista. A primeira mulher maori membro do parlamento foi Iriaka Ratana em 1949. Ela também conseguiu o assento ocupado por seu falecido marido.
As mulheres não eram elegíveis para serem nomeadas para o Conselho Legislativo da Nova Zelândia (a Câmara Alta do Parlamento) até 1941. As duas primeiras mulheres (Mary Dreaver e Mary Anderson) foram nomeadas em 1946 pelo Governo Trabalhista. Em 1950, o "esquadrão suicida" nomeado pelo Governo Nacional para abolir o Conselho Legislativo incluía três mulheres: Cora Louisa Burrell de Christchurch, Ethel Marion Gould de Auckland e Agnes Louisa Weston de Wellington.
Em 1989, Helen Clark tornou-se a primeira mulher vice primeira-ministra. Em 1997, o então primeiro-ministro Jim Bolger perdeu o apoio do Partido Nacional e foi substituído por Jenny Shipley, tornando-a a primeira mulher a ocupar o cargo de primeiro-ministro da Nova Zelândia. Em 1999, Clark tornou-se a segunda primeira-ministra da Nova Zelândia e a primeira mulher a obter o cargo em uma eleição. Em 2017, Jacinda Ardern se tornou a terceira mulher primeira-ministra da Nova Zelândia e a segunda mulher a ganhar o cargo em uma eleição.
A Medalha do Centenário do Sufrágio na Nova Zelândia em 1993 foi autorizada pela Rainha pelo Mandado Real de 1º de julho de 1993 e foi concedida a 546 pessoas selecionadas em reconhecimento por sua contribuição para os direitos das mulheres na Nova Zelândia ou para as questões femininas na Nova Zelândia ou ambos.